# Jewett (Texas)
Jewett è un centro abitato degli Stati Uniti d'America situato nella contea di Leon dello Stato del Texas.

## Geografia fisica
Jewett è situata a 31°21′44″N 96°08′41″W (31.362119, -96.144630).
Secondo lo United States Census Bureau, ha un'area totale di 2,1 miglia quadrate (5,4 km²), di cui 0,04 miglia quadrate (0,10 km², 0.97%) d'acqua.

## Società

### Evoluzione demografica
Secondo il censimento del 2000, c'erano 861 persone, 333 nuclei familiari e 223 famiglie residenti nella città. La densità di popolazione era di 418,4 persone per miglio quadrato (161,4/km²). C'erano 399 unità abitative a una densità media di 193,9 per miglio quadrato (74,8/km²). La composizione etnica della città era formata dal 75,15% di bianchi, il 7,67% di afroamericani, il 14,87% di altre razze, e il 2,32% di due o più etnie. Ispanici o latinos di qualunque razza erano il 23,58% della popolazione.
C'erano 333 nuclei familiari di cui il 38,1% aveva figli di età inferiore ai 18 anni, il 47,1% aveva coppie sposate conviventi, il 14,4% aveva un capofamiglia femmina senza marito, e il 33,0% erano non-famiglie. Il 30,0% di tutti i nuclei familiari erano individuali e il 14,4% aveva componenti con un'età di 65 anni o più che vivevano da soli. Il numero di componenti medio di un nucleo familiare era di 2,59 e quello di una famiglia era di 3,22.
La popolazione era composta dal 31,6% di persone sotto i 18 anni, il 10,1% di persone dai 18 ai 24 anni, il 27,4% di persone dai 25 ai 44 anni, il 18,7% di persone dai 45 ai 64 anni, e il 12,2% di persone di 65 anni o più. L'età media era di 31 anni. Per ogni 100 femmine c'erano 94,8 maschi. Per ogni 100 femmine dai 18 anni in giù, c'erano 87,6 maschi.
Il reddito medio di un nucleo familiare era di 26.250 dollari e quello di una famiglia era di 33.500 dollari. I maschi avevano un reddito medio di 31.667 dollari contro i 20.347 dollari delle femmine. Il reddito pro capite era di 17.469 dollari. Circa il 21,4% delle famiglie e il 26,4% della popolazione erano sotto la soglia di povertà, incluso il 29,7% di persone sotto i 18 anni e il 21,0% di persone di 65 anni o più.

## Galleria d'immagini

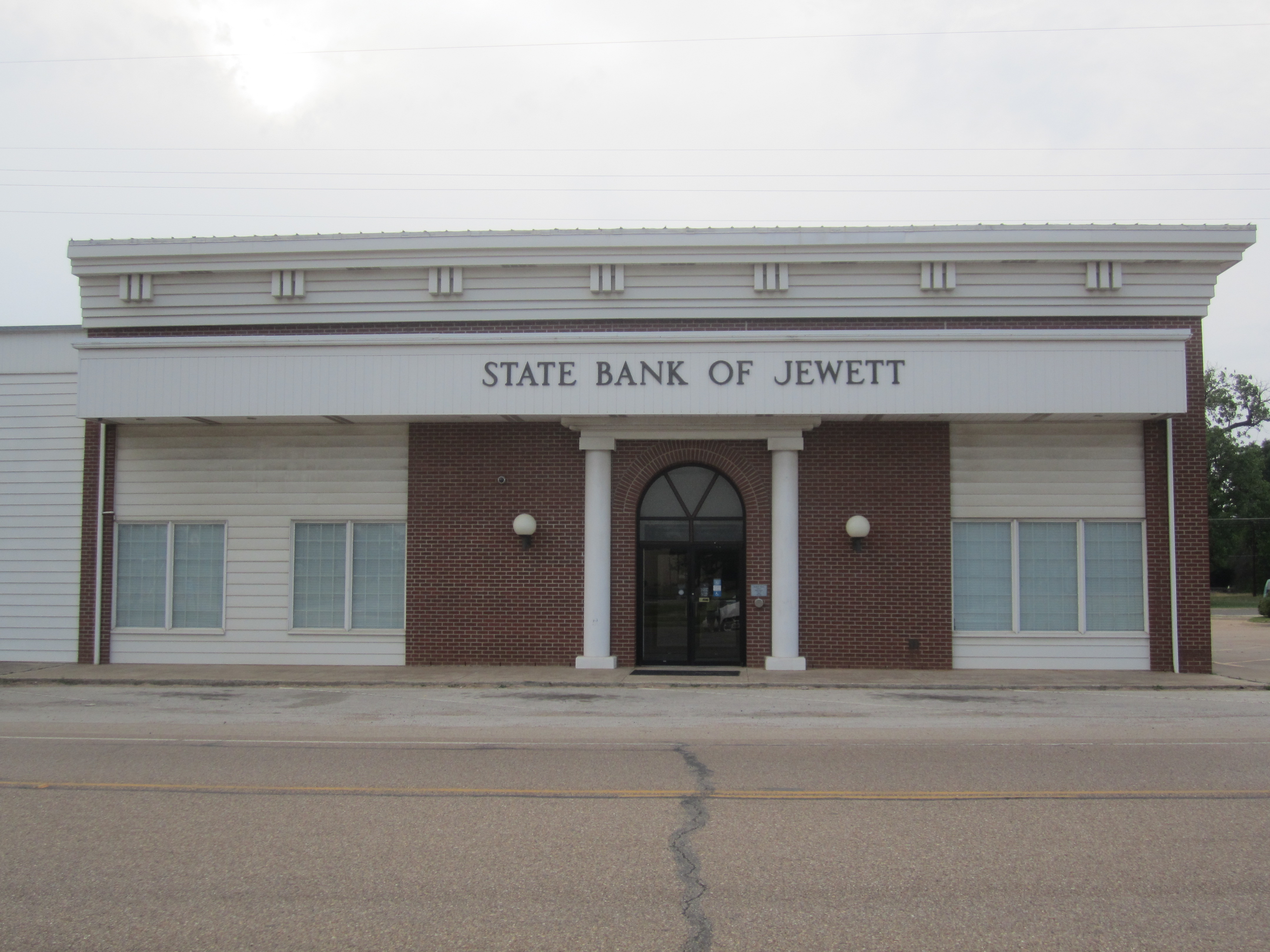
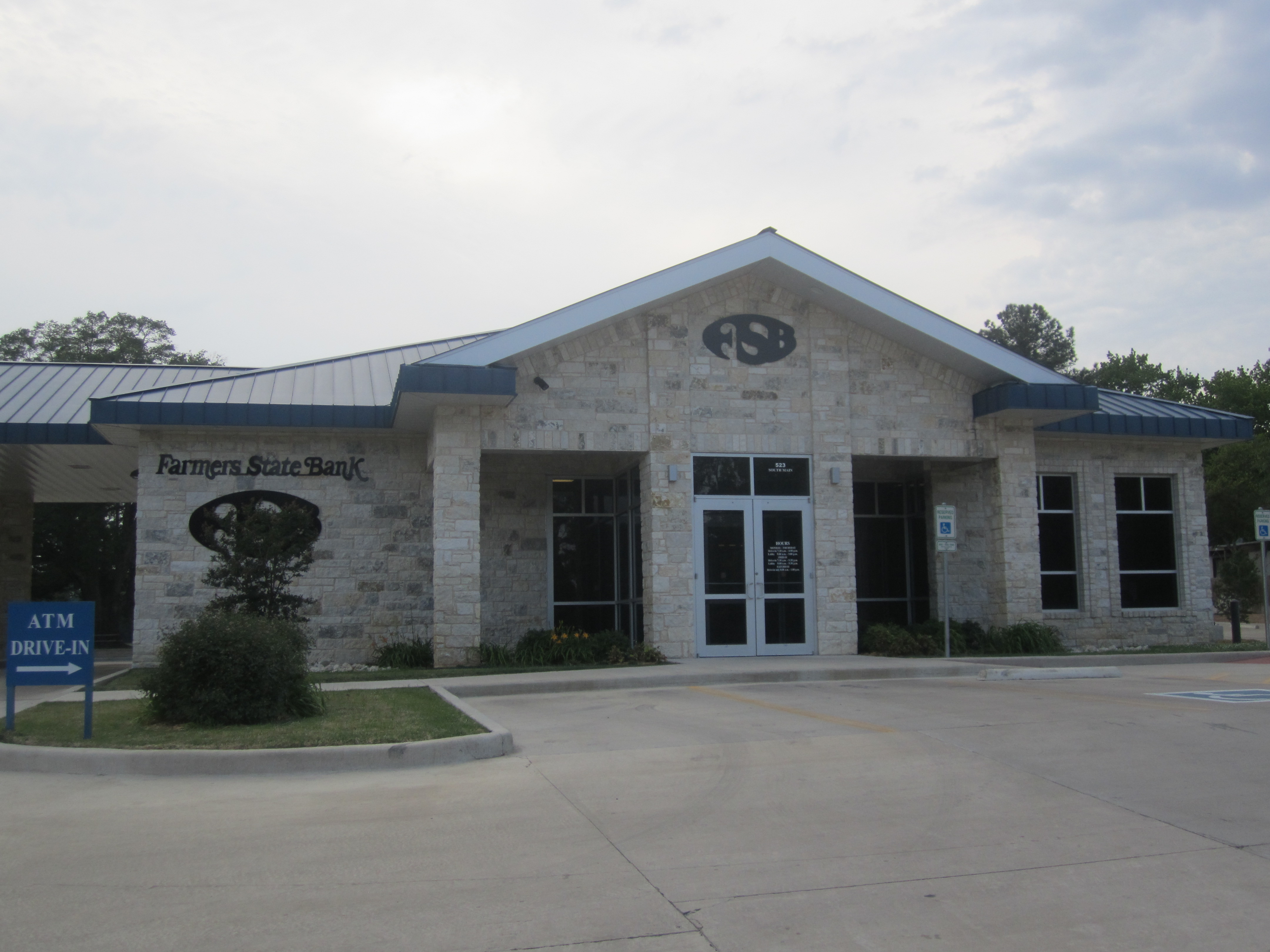
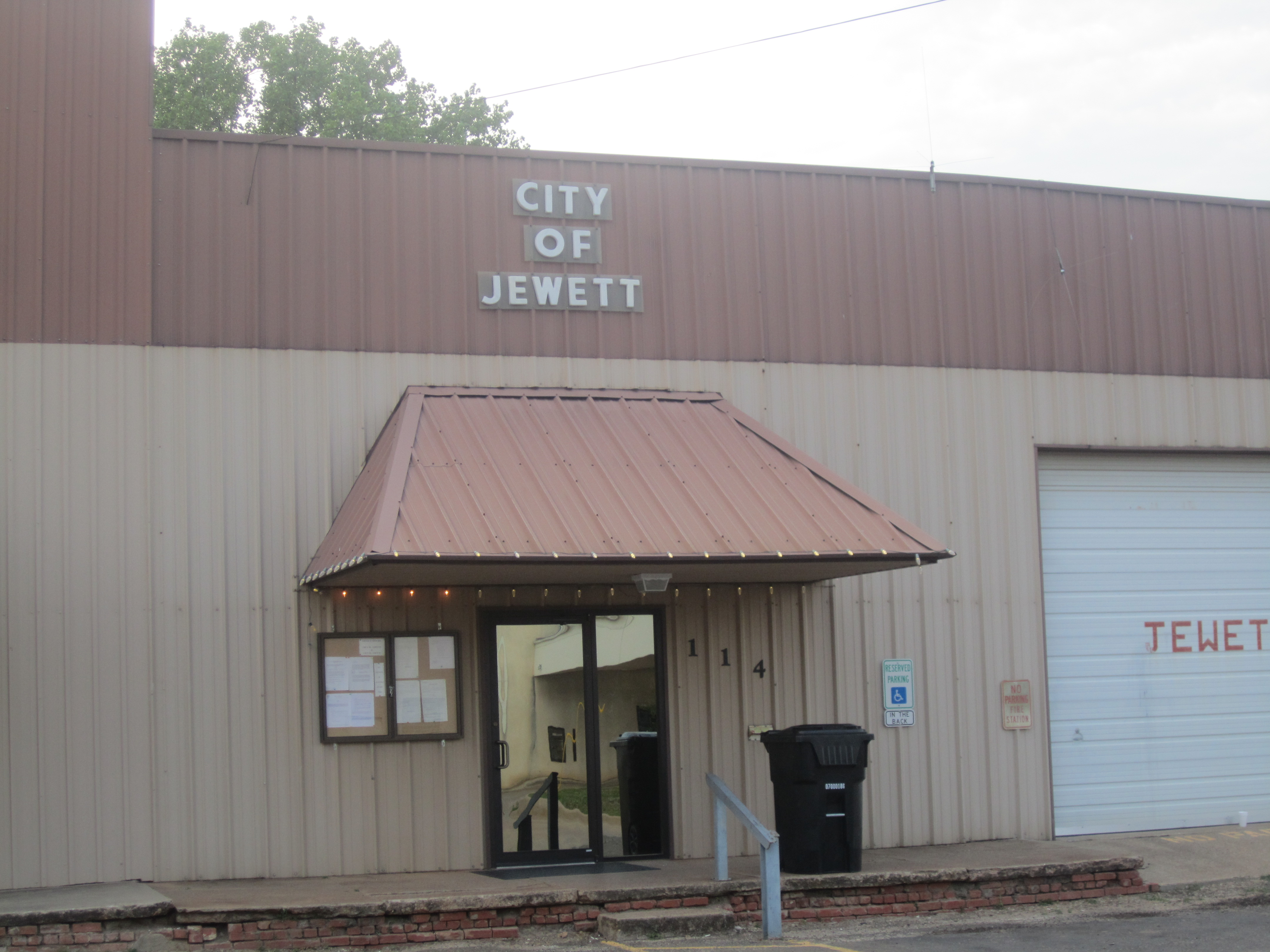
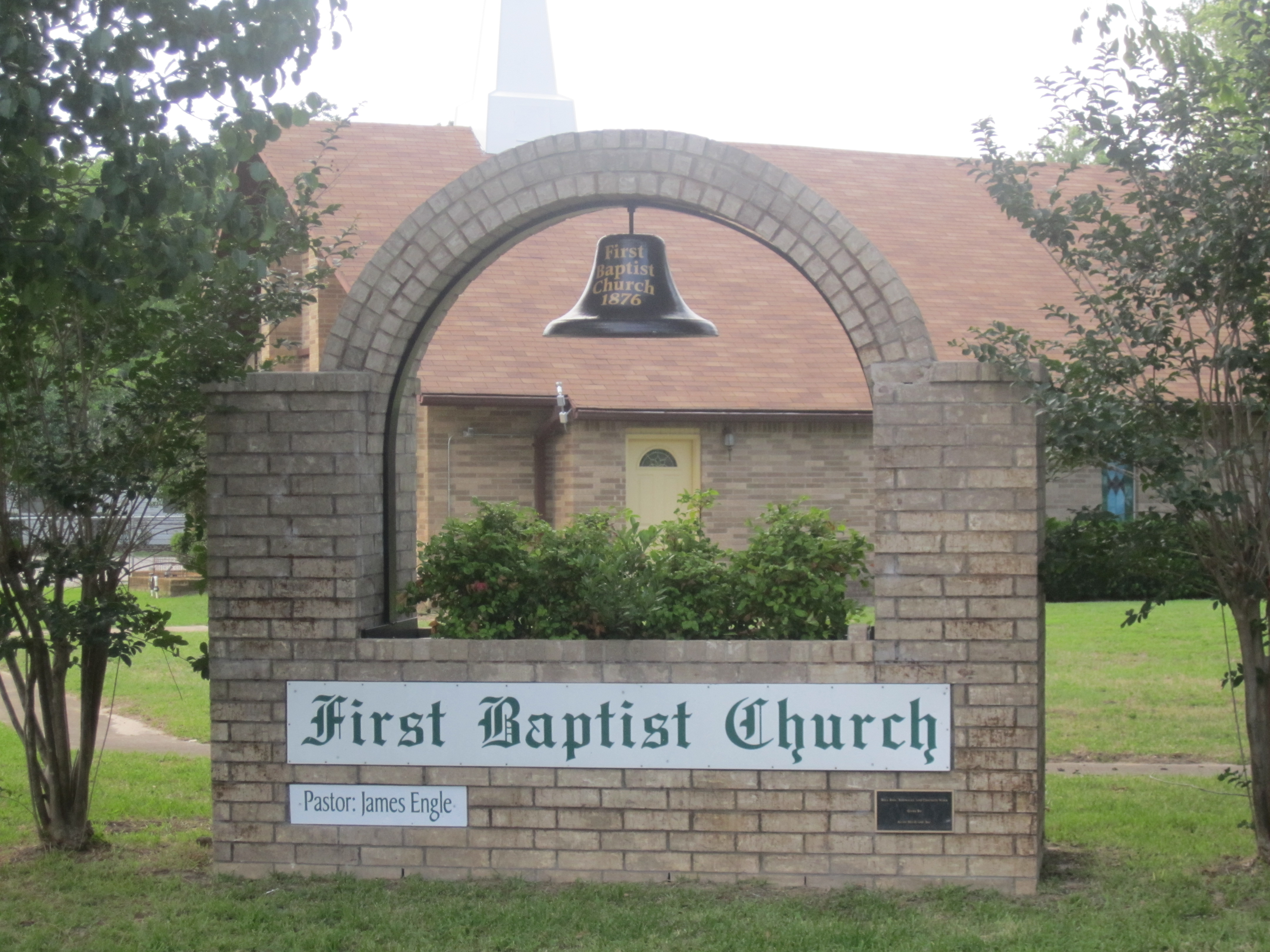
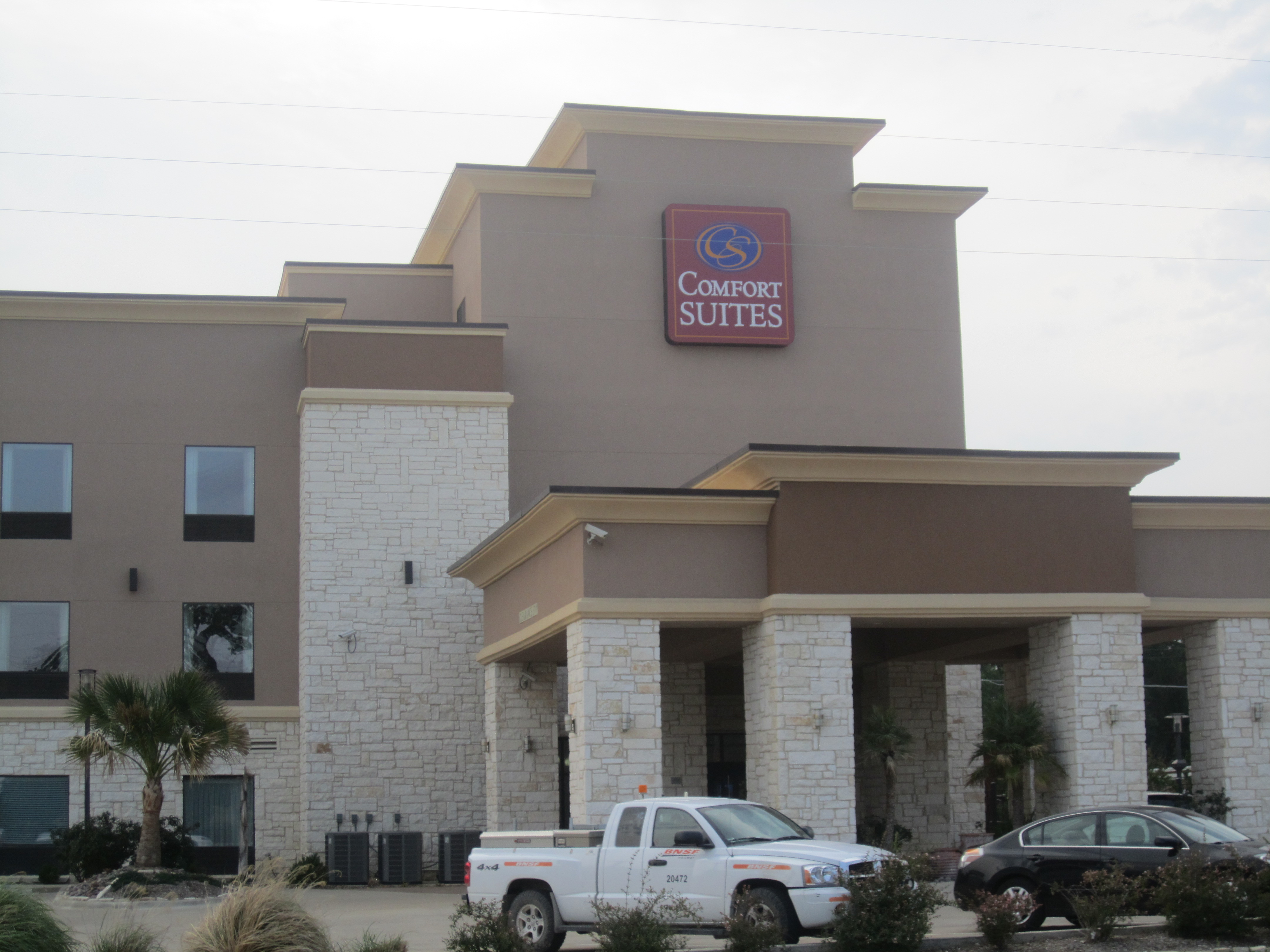